# Hold My Hand
Hold My Hand är en låt av amerikanska sångaren Michael Jackson, det är den första singeln från albumet Michael som kom ut 2010. Låten är skriven av Aliaune Thiam, Giorgio Tuinfort, Claude Kelly. Låten är en duett mellan Michael Jackson och Akon. En musikvideo släpptes den 7 december 2010 på Michael Jacksons officiella Youtube sida.